# Howse Peak
Howse Peak ist mit 3290 m der höchste Berg in der Waputik-Kette, einem Teil der Kanadischen Rocky Mountains. Der überwiegend aus schwarzem Kalkstein und gelbem Sediment bestehende Berg liegt fünf Kilometer westlich des Icefields Parkways, oberhalb des Chephren-Sees, direkt an der kontinentalen Wasserscheide, zwischen den Provinzen Alberta und British Columbia. Drei Kilometer nordnordwestlich liegt die White Pyramid, weitere drei Kilometer nordwestlich der Mount Chephren. Fünf Kilometer westsüdwestlich vom Howse Peak befindet sich der Howse Pass, eine National Historic Site of Canada.

## Geschichte

### Benennung
Der Berg hat seinen Namen vom Howse Pass, welcher etwa fünf Kilometer vom Gipfel entfernt im Südwesten liegt. Dieser Gebirgspass wurde von dem Kartografen David Thompson nach Joseph Howse benannt, einem Pelzhändler der Hudson’s Bay Company, der den Pass im Jahr 1809 überquert hatte. Thompson selbst hatte den Pass schon zwei Jahre zuvor bei der Erforschung der Rocky Mountains im Auftrag der North West Company erreicht.

### Erstbesteigung
Die Erstbesteigung des Gipfels erfolgte im Jahr 1902 durch eine Seilschaft bestehend aus John Norman Collie, Hugh E. M. Stutfield, George M. Weed und Herman Woolley unter der Führung des Schweizers Hans Kaufmann. In der „goldenen Ära“ des Bergsteigens in Kanada gelangen den Bergführern Hans Kaufmann und seinem Bruder Christian zusammen mit englischen Alpinisten noch viele andere Erstbesteigungen in den Rocky Mountains.

## Routen
Neben dem Normalweg über den Südwestgrat des Howse Peak gibt es mitten durch die Ostwand eine fast direkte Aufstiegsroute namens M-16. Sie führt durch steilste Eis- und Felsrinnen und wurde im März 1999 von Steve House, Scott Backes und Barry Blanchard eröffnet. Die drei Bergsteiger entschlossen sich jedoch, wegen der stürmischen Wetterlage mit beträchtlichen Schneefällen kurz vor dem Gipfel umzukehren. Dabei wurde Barry Blanchard durch einen abgehenden Schneepilz mitgerissen und verletzt. Die Route wurde wegen ihrer Gefährlichkeit und in Anspielung auf Blanchards Erfahrung, „unter Beschuss“ zu sein, nach dem amerikanischen Armeegewehr M-16 genannt.
Im April 2019 durchstiegen David Lama, Hansjörg Auer und Jess Roskelley den unteren Teil der Route und traversierten zum linken Wandpfeiler, über den sie eine neue Route zum Gipfelplateau eröffneten. Nach einem Lawinenabgang am 16. April 2019 galten die Bergsteiger als vermisst. Die für den Banff-Nationalparks zuständige Verwaltung Parks Canada, nahm schon frühzeitig an, dass alle drei ums Leben gekommen waren. Wegen der schlechten Witterung konnten Suchaktionen vorerst nur mit Helikoptern gestartet werden. Am 21. April 2019 teilten die kanadischen Behörden mit, dass man die Leichen der Ausnahme-Alpinisten gefunden habe. Aus einem Foto, das im gefundenen Smartphone Roskelleys gespeichert war, wird geschlossen, dass die drei den Gipfel erreichten und der Lawine beim Abstieg zum Opfer fielen. Im Juli 2019 fand Roskelleys Vater die GoPro von Lama und die Fotokamera von Auer. Mit diesen Aufnahmen konnte er die Aufstiegsroute King Line auf den Gipfel, den die drei nach weniger als sieben Stunden um 12:40 Uhr erreichten, rekonstruieren.